# Lanová dráha Podolí – Kavčí hory
Lanová dráha Podolí – Kavčí hory v Praze je předmětem záměru, který už několik let (před rokem 2009) prosazuje městská část Praha 4 a počítají s ním i městské orgány. V současné době (2009) se uvažuje o 200 m dlouhé pozemní lanové dráze, která by byla provozována v rámci systému MHD.

## Historie záměru
V říjnu 2009 několik regionálních tiskovin oznámilo, že městská část Praha 4 prosazuje postavení lanovky již několik let a i město Praha s ní už několik let počítá. Podle jedné z verzí původního návrhu mohlo jít o visutou lanovku, která by vedla ze Zlíchova přes Vltavu až k parku Družby na Kavčích horách. Vedoucí odboru dopravy Útvaru rozvoje hlavního města Prahy Marek Zděradička v roce 2009 řekl, že lanovka má být dlouhá asi 200 metrů, povede z Podolí na Kavčí hory a v úvahu připadá nejspíš kolejová pozemní lanovka. Trasa nemá zasahovat do přírodní památky Podolský profil.
Výstavbu by mělo financovat město Praha. Zahájení výstavby se v roce 2009 nepředpokládalo dříve než v roce 2012. Pro lanovku není v roce 2009 vypracována žádná projektová dokumentace, jde spíše o územní rezervu pro dobu, kdy budou k dispozici finanční prostředky, ale není vyloučeno, že se plán nikdy nezrealizuje.
V konceptu územního plánu hlavního města Prahy, zveřejněném k připomínkám v listopadu 2009, je vymezena lanová dráha Podolí – Kavčí hory, která by měla být součástí systému městské hromadné dopravy.
Dolní stanice je v konceptu územního plánu zakreslena u Podolské ulice, u jihozápadního okraje areálu podolského plaveckého stadionu, trasa lanovky je vedena po jihozápadním okraji přírodní památky Podolský profil až k vyhlídkovému místu, které je vzdáleno asi 200 metrů jihovýchodně od dolní stanice. K dolní stanici lanovky je v tomto konceptu situován i navrhovaný Dvorecký most pro místní silniční dopravu, tramvaje a pěší.